# Ciecierowiec (obwód miński)
Ciecierowiec (biał. Цецеравец, Ciecierawiec; ros. Тетеревец, Tietieriewiec) – wieś na Białorusi, w obwodzie mińskim, w rejonie kleckim, w sielsowiecie Morocz, przy drodze republikańskiej R43.

## Historia
W dwudziestoleciu międzywojennym wieś i folwark leżące w Polsce, w województwie nowogródzkim, w powiecie nieświeskim, w gminie Hrycewicze. W 1921 wieś liczyła 298 mieszkańców, zamieszkałych w 54 budynkach, w tym 183 Białorusinów i 115 Polaków. 297 mieszkańców było wyznania prawosławnego i 1 rzymskokatolickiego. Folwark liczył zaś 24 mieszkańców, zamieszkałych w 1 budynku, wyłącznie Polaków. 17 mieszkańców było wyznania prawosławnego i 7 rzymskokatolickiego.
Miejscowość położona była wówczas przy granicy ze Związkiem Sowieckim. Na początku lat 20. mieściła się tutaj placówka 29 Batalionu Celnego, a następnie placówka 29 Batalionu Straży Granicznej. Od 1925 znajdowała się tutaj strażnica KOP „Ciecierowiec”.
Po II wojnie światowej w granicach Związku Sowieckiego. Od 1991 w niepodległej Białorusi.